# Oliver Friedli
Oliver Friedli (* 1. Juli 1977 in Zürich) ist ein Schweizer Jazzmusiker (Piano, Komposition) und Sounddesigner.

## Leben und Wirken
Friedli erhielt im Alter von sechs Jahren ersten klassischen Klavierunterricht. Nach dem Abitur folgte ein Sommersemester an der Berklee School of Music, um dann ein Studium an der Berufabteilung der Swiss Jazz School in Bern zu absolvieren, wo er vom Pianisten William Evans unterrichtet wurde. Dann vertiefte er in einem Studium Musik und Medienkunst an der Hochschule der Künste Bern, welches er im Januar 2005 abschloss.
Seitdem ist er als freischaffender Musiker tätig; auch unterrichtet er als Dozent für Sounddesign und Medienintegration an der Berner Hochschule der Künste. Er leitete sein eigenes Trio (mit Fernando Fontanilles und Andreas Hoerni) und das Sextett Hekiat mit seiner Frau, der Sängerin Houry Dora Apartian. Weiterhin arbeitete er in den Projekten Fido Plays Zappa, Hornflakes, Tree Neye und der Bigband von Jonas Winterhalter. Er ist auch auf Alben von Lisette Spinnler, Sam Burckhardt und der Swiss Army Big Band zu hören.

## Diskografische Hinweise
- Three Miles Off (Brilliant 2006, mit Alex Hendriksen, Fernando Fontanilles, Michael Stulz)[2]
- Hekiat, Houry Dora Apartian Armenian Stories (TCB 2008)
- Tree Neye Mehr Sturm (Unit 2014)
- Houry Dora Apartian Anticipation (Unit Records 2019, mit Adrian Pflugshaupt, André Pousaz, Tobias Friedli)[3]